# Neohelvibotys pelotasalis
Neohelvibotys pelotasalis là một loài bướm đêm trong họ Crambidae.